# Marco da Modena
Marco da Modena (Mocogno, ... – Pesaro, 21 settembre 1498) è stato un presbitero italiano dell'Ordine dei frati predicatori. Fu beatificato, per equipollenza, da papa Pio IX nel 1857.

## Biografia
Nacque forse a Mocogno dalla nobile famiglia degli Scalabrini.
Abbracciò la vita religiosa nell'ordine domenicano e fu ordinato sacerdote: si dedicò al ministero della predicazione in varie località italiane e si distinse per lo spirito di penitenza.
Fu eletto priore del convento del suo ordine a Pesaro e vi dimorò sino alla morte.

## Culto
Ancora in vita, ebbe fama di taumaturgo e, secondo la tradizione, risuscitò il figlio di un medico pesarese.
Sepolto in origine nel coro della chiesa conventuale, le sue reliquie ebbero numerose traslazioni e furono infine sistemate nella cappella del Rosario: dopo la soppressione del convento, l'urna delle reliquie fu portata in San Francesco e poi in cattedrale. Nel 1949 furono portate nella chiesa di San Domenico a Modena.
Il suo culto ab immemorabili fu confermato da papa Pio IX il 12 settembre 1857.
Il suo elogio si legge nel Martirologio romano al 21 settembre.